# Hylaeus woyensis
Hylaeus woyensis là một loài Hymenoptera trong họ Colletidae. Loài này được Rayment mô tả khoa học năm 1939.